# Trombastenia de Glanzman
La enfermedad de Glanzmann o trombastenia de Glanzman es una enfermedad hereditaria con un patrón de herencia de tipo autosómico recesivo en la que el recuento de plaquetas es normal, pero aparecen aisladas sobre el frotis de sangre. El tiempo de sangrado es prolongado, la retracción del coágulo está ausente o disminuida y las plaquetas no se aglutinan al agregar ADP. La cifra de fibrinógeno plaquetario es baja. Se presenta una alteración de la disponibilidad del factor plaquetario 3.
La enfermedad de Glanzmann es causada por la falta de la glicoproteína GPIIb/IIIa, que normalmente está en la superficie de las plaquetas y es necesaria para que se aglutinen o agrupen normalmente.

## Causas
La afección es congénita, lo cual significa que está presente desde el nacimiento. Hay varias anomalías genéticas que pueden causar la enfermedad.

## Síntomas
- Sangrado durante y después de la cirugía.
- Encías sangrantes.
- Formación de hematomas con facilidad.
- Períodos menstruales abundantes.
- Hemorragias nasales (epistaxis).
- Sangrado prolongado con lesiones pequeñas.

## Tratamiento
Existe un fármaco llamado Novoseven (Factor VIIa recombinante) que ha dado buenos resultados en pacientes con dicha patología. Otro tratamiento serían las  transfusiones de plaquetas para pacientes que estén presentando sangrado severo.